# Стайко Прокопиев
Стайко Петков Прокопиев е български офицер, генерал-майор.

## Биография
Роден е на 21 август 1966 г. в Хасково. Завършва Висшето народно военно училище във Велико Търново с профил „Танкови войски“ през 1988 г. През 2009 г. завършва Националния университет по отбраната на САЩ във Вашингтон. Службата му започва като командир на танков взвод в девета танкова бригада. От 1989 до 1994 г. е командир на танкова рота в същата бригада. Между 1994 и 1995 г. е помощник-началник по бойната подготовка в оперативното отделение на девета танкова бригада. В периода 1997 – 2000 г. е началник на учебен център за подготовка на новобранци към 11-и мотострелкови полк в Банско. От 2000 до 2002 г. е старши помощник-началник на 1-ви армейски корпус в София. Между 2002 и 2006 г. е на същата позиция в Главно оперативно управление на ГЩ. Началник на направление „Национални операции“ (2006 – 2008) и държавен експерт в дирекция „Стратегическо планиране“ (2009 – 2011), съветник по отбранителните въпроси в българското представителство в ЕС (2011 – 2014). Между 2014 и 2015 г. работи в дирекция „Отбранителна политика“ на Министерството на отбраната. На 17 юни 2015 г. е назначен за командир на Щабен елемент за интегриране на сили на НАТО на територията на България. От 1 януари 2019 г. е бригаден генерал и директор на Дирекция „Стратегическо планиране“. От 2 октомври 2020 г. е генерал-майор и е назначен за директор на Щаба на отбраната. На 1 април 2024 г. е освободен от длъжността директор на Щаба на отбраната и е назначен за началник на Военна академия „Г. С. Раковски“, считано от 24 април 2024 г.

## Военни звания
- Лейтенант (1988)
- Старши лейтенант (1991)
- Капитан (1995)
- Майор (1998)
- Подполковник (2003)
- Полковник (2006)
- Бригаден генерал (1 януари 2019)
- Генерал-майор (2 октомври 2020)